# St. Eucharius (Sommerach)

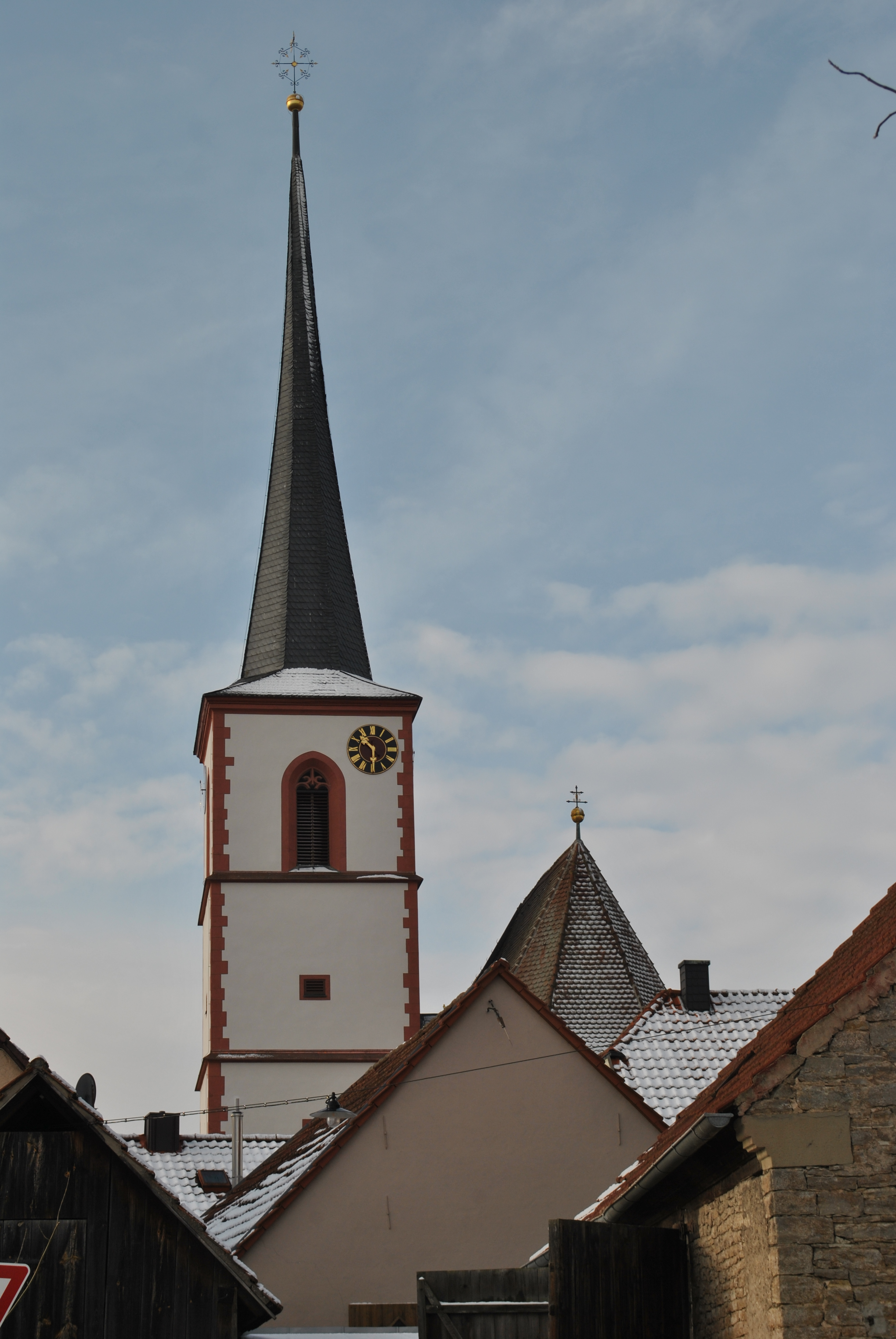
Die Kirche in Sommerach, 2018

Die Kirche St. Eucharius (auch St. Eucherius) ist die Pfarrkirche der katholischen Gemeinde Sommerach. Sie steht inmitten des Dorfes am zentralen Kirchplatz.

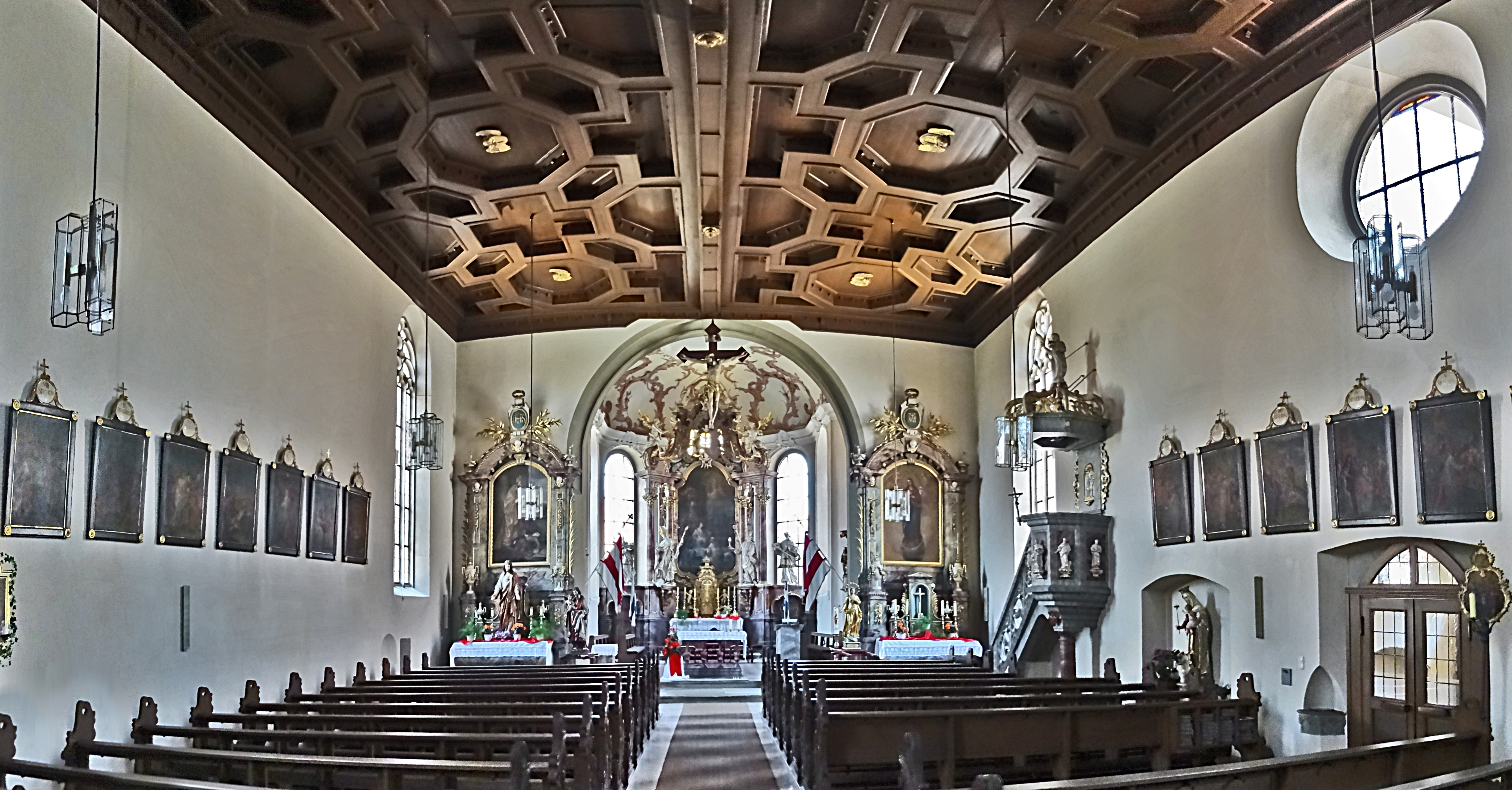
Innenansicht

## Geschichte
Eine Kirche, die dem heiligen Eucharius geweiht ist, kommt in Franken recht selten vor. Die Verehrung des Bischofs geht wohl auf Mönche aus dem lothringischen Kloster Gorze zurück, die Sommerach besuchten. Ein Kirchengebäude in Sommerach war wohl bereits vor dem 16. Jahrhundert vorhanden, fand doch im Markgräflerkrieg eine Plünderung des Gotteshauses statt.
Im Jahr 1560 nahm das Kirchengebäude seine heutige Form an. Julius Echter von Mespelbrunn, der Würzburger Fürstbischof, ließ Langhaus und Chor erbauen. Im Jahr 1589 oder 1583 folgte der Treppenturm. Das Gebäude wurde erstmals 1608 erneuert. 1756/1757 wurde der Chor erweitert. Heute ist das Gebäude Pfarrkirche und wird vom Bayerischen Landesamt für Denkmalpflege unter der Nummer D-6-75-169-26 eingeordnet.

## Architektur
Das Gotteshaus hat ein einschiffiges Langhaus, das von drei Fensterachsen unterbrochen wird. Der Chor ist eingezogen und schließt auf drei Seiten ans Langhaus an. Der Julius-Echter-Turm ist viergeschossig. Er wurde mit einem Spitzhelm versehen. Ein Treppenturm wurde im Westen angebracht. Südlich des Eingangs befindet sich ein Portalvorbau. Er trägt Schweifgiebel und endet in einer Muschelscheibe. Eine Sakristei wurde im Jahr 1880 an der Nordseite des Chors angebaut.
Das Portal ist spitzbogig. Im Giebel befindet sich eine Steintafel mit der Inschrift: „Caspar Steinfelder, Claus Segnitz, Balthasar Schwertfeger und Steffan Wienerd haben Gott zu ehren diesen Eingang machen lassen. Anno 1616.“ Am Treppenturm sind die Jahreszahlen 1589 (oder 1583) und 1608 vermerkt.

## Ausstattung

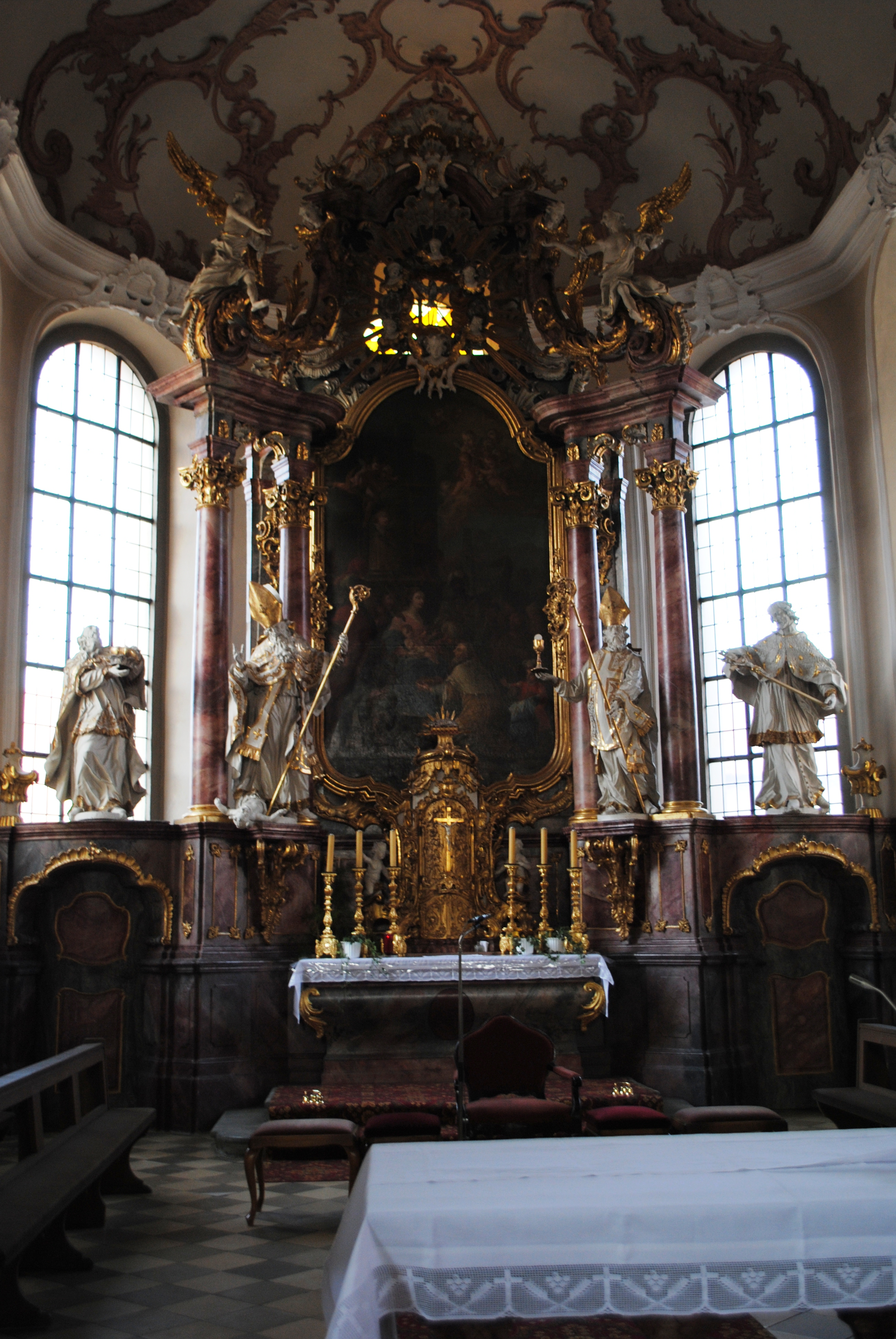
Der Hochaltar der Kirche

### Hochaltar
Das Blatt des Hochaltars wurde 1757 auf dem neuen Altar aufgestellt, es zeigt die Anbetung der Könige. Es wurde im Jahr 1745 vom österreichischen Hofmaler Franz Müller geschaffen und zunächst an einem Nebenaltar in der Balthasar-Neumann-Kirche im nahen Kloster Münsterschwarzach untergebracht. Als das Kloster 1753 eine wertvollere Version des Bildes erhielt, schenkte man dem Klosterdorf Sommerach das Bild.
Es präsentiert sich im Stil der napolitanisch-venezianischen Richtung und lehnt sich eng an die Gemälde des Wenzel Lorenz Reiner, Müllers Lehrer an. Die Architektur im Hintergrund dient nur als Staffage, ebenso die antike Landschaft, in der die Szene eingebettet ist. Im Mittelpunkt befindet sich leicht erhöht Maria mit dem Jesuskind auf ihrem Schoss. Links dahinter steht Joseph. Rechts stehen die Heiligen Drei Könige: Melchior und Balthasar knien, während Kaspar im Hintergrund steht.

### Weitere Ausstattung

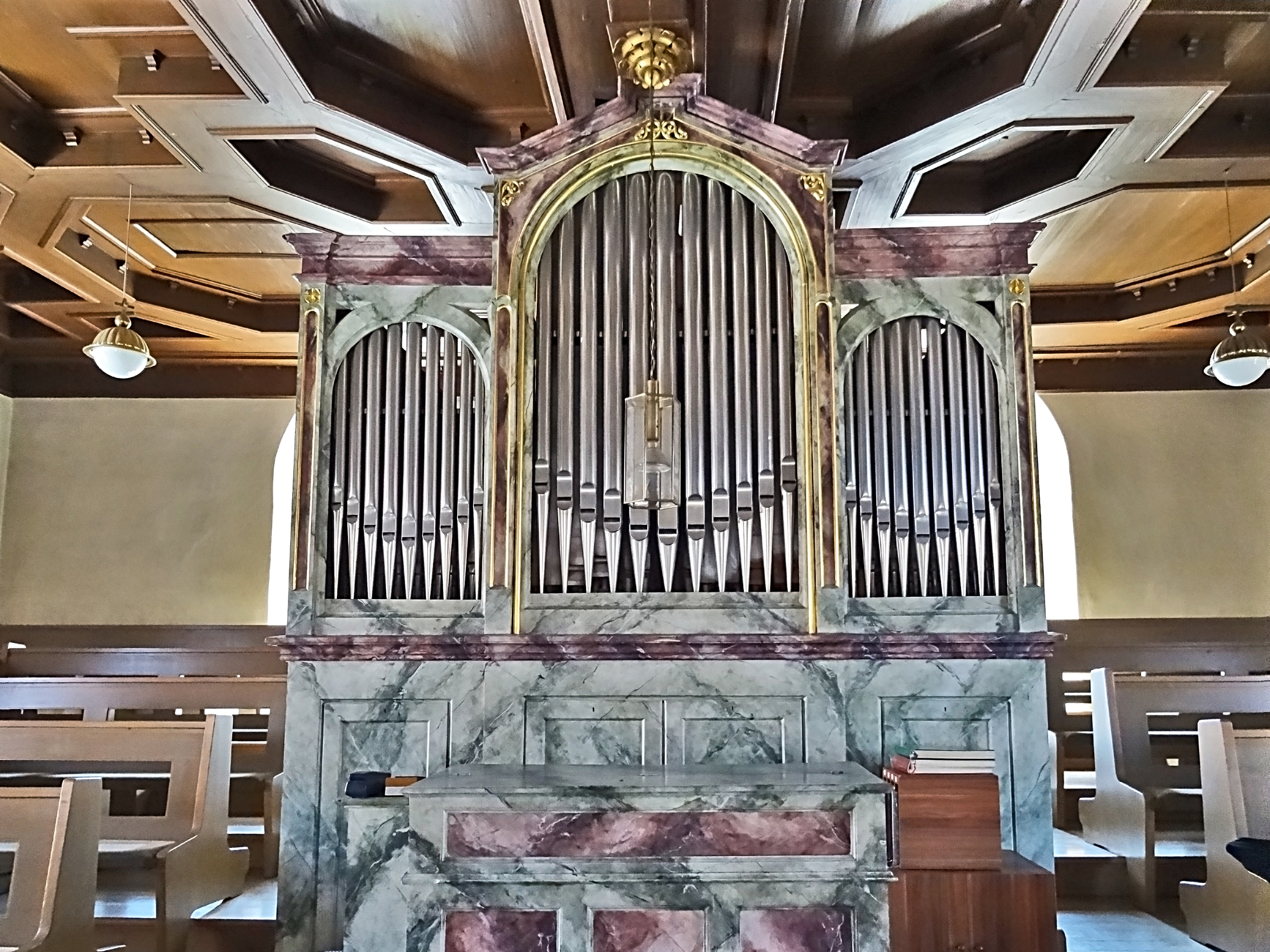
Schlimbach-Orgel

Die Decke des Langhauses ist in Holzkassetten eingefasst. Im Chor überwiegen um 1750 hinzugefügte Rokoko-Stuckaturen. Im Inneren der Kirche befindet sich eine Rokokogruppe der Heiligen Familie.
Auf 1796 datieren die Nebenaltäre im Empirestil. Im Jahr 1857 erfuhren sie eine Veränderung, als Andreas Leimgrub neue Altärblätter hinzufügte. Sie zeigen nun Maria und den heiligen Valentin. 
Der dem Schreiner Lucas van der Auvera zugeschriebene Hochaltar ist viersäulig. Die Heiligenfiguren des Burkard, Johannes Nepomuk, Eucharius und Valentin, begrenzen ihn. Er stammt aus dem Jahr 1756 und ist mit seitlichen Durchgängen ausgestattet. 
Die 1876 geschaffene Orgel wird dem Orgelbauer Balthasar Schlimbach aus Würzburg zugeschrieben.
Zwei Epitaphien sind im Besitz der Kirche. Eines außen an der Langhauswand ist dem Bürger David Wollenberger gewidmet, während das andere im Inneren datiert auf das Jahr 1592 datiert und mit folgender Inschrift versegen ist: „ANNO DOMINI 1592/ HAT DER ERSAM MEI/ STER ANTHONI STURM/ BECK ALHIE ZV SOM/ MERACH GOTT DEM/ ALMECHTIGENN/ ZV LOB VND EHRE/ AUCH ZV GE/ DECHTNVS/ SEIN VND BARBA/ RA SEINER EH/ NEN HAVSFRAW VND IRER KINDER DISE BILTNIS MACHE LASENN.“ Mehrere Heiligenfiguren schmücken das Kircheninnere.

## Pfarrer
Im Jahr 1598 wurde Sommerach zu einer eigenen Pfarrei erhoben. Allerdings hielten bereits im 15. Jahrhundert wechselnde Priester Gottesdienst in dem Ort, die als Pfarrer bezeichnet wurden. Zwischen 1471 und 1598 sind insgesamt 23 dieser Seelsorger in Sommerach überliefert. Nach der Errichtung der Pfarrei standen zunächst Weltpriester der Gemeinde vor. Während des Dreißigjährigen Krieges entsandte die Abtei Münsterschwarzach Konventualen nach Sommerach und etablierte diese Praxis als Gewohnheitsrecht.
Bis zur Auflösung des Benediktinerklosters im Jahr 1803 kamen die Pfarrer der Euchariuskirche aus dem Kloster. Einige wurden im Anschluss an ihre Tätigkeit zum Abt gewählt. Erst 1978 übernahm wieder ein Geistlicher aus der wieder gegründeten Abtei die Seelsorge in dem Ort.
| Name                   | Amtszeit  | Anmerkungen |
| ---------------------- | --------- | --- |
| Heinrich Pfenning      | 1598–1606 | zuvor Pfarrer in Steinach an der Saale, † 1606 |
| Johannes Kol           | 1606–1611 | † 21. Februar 1611 |
| Matthäus Hangmandel    | 1611–1619 | OSB, erster Klostergeistlicher, † 4. März 1619, = in Kirche Sommerach                                                                                              |
| Bartholomäus N.        | 1619–1628 | OSB |
| Alexander Bonn         | 1628–1630 | OSB, Oktober 1628 bis März 1630, erste Amtszeit |
| Nicolaus Molitor       | 1630–1631 | OSB, 19. März 1630 bis 1631, Flucht vor den Schweden |
| Florian N.             | 1631–1636 | OSB, Konvent St. Ulrich und Afra, † 20. März 1636, = in Kirche Sommerach                                                                                           |
| Alexander Bonn         | 1636–1637 | OSB, März 1636 bis 1637, zweite Amtszeit |
| Januarius N.           | 1637      | OSB |
| Alexander Bonn         | 1638–1639 | OSB, November 1636 bis März 1639, dritte Amtszeit |
| Silvanus Speht         | 1639–1640 | * 1611 in Nüdlingen, OSB, anschließend Pfarrer in Nordheim am Main, 1641 Abtswahl, † 15. März 1646                                                                 |
| Nikolaus Molitor       | 1640      | * 1600 in Geldersheim, OSB, 1640 Abtswahl, † 10. Dezember 1640 |
| Felix N.               | 1642      | OSB |
| Faustinus Stifell      | 1645–1646 | OSB, Konvent Amorbach |
| Alexander Bonn         | 1646–1648 | OSB, vierte Amtszeit |
| Balthasar Eckhard      | 1648–1656 | OSB, 1648 bis Oktober 1656 |
| Gregor Hubert          | 1656–1666 | OSB |
| Plazidus Büchs         | 1666–1672 | * 21. November 1627 in Münnerstadt, OSB, zuvor Pfarrer in Stadelschwarzach und Wiesentheid, 1672 Abtswahl, † 1. Januar 1691 in Münsterschwarzach                   |
| Gregor Hubert          | 1672–1673 | OSB, 1672 bis 31. Oktober 1673 |
| Dominicus Schimmer     | 1673      | OSB, Pfarrverweser |
| Godefridus Böhm        | 1673–1674 | OSB, zuvor Professor in Salzburg, Münsterschwarzach, auch Behm, † 10. Februar 1674                                                                                 |
| Augustin Voit          | 1674–1686 | * um 1643 in Gerolzhofen, OSB, 1691 Abtswahl, † 27. August 1704 |
| Roman Weigand          | 1686–1689 | OSB, 1686 bis Oktober 1689 |
| Heinrich Gradler       | 1689–1691 | OSB |
| Ägidius Reess          | 1691–1695 | * in Frickenhausen am Main, OSB, zuvor Sakristan Münsterschwarzach                                                                                                 |
| Bernhard Reyder        | 1695–1704 | * 1652 in Wechterswinkel, OSB, 1695 bis Juni 1704, 1704 Abtswahl, † 16. März 1717 in Münsterschwarzach                                                             |
| Ildephons Nötscher     | 1704–1743 | * in Gemünden am Main, OSB, September 1704 bis 1743 |
| Burkard Molitor        | 1743–1758 | * in Schwebenried, OSB, † 18. Juli 1758 |
| Beda Bauer             | 1758–1795 | * um 1711 in Stadtlauringen, OSB, Kooperatoren Macarius Gerlich (OSB), Malciolo N. (OSB), Januarius Lippert (OSB), † 11. August 1795                               |
| Anselm Lau             | 1795–1811 | * 2. Juni 1758 in Würzburg, OSB, zuvor Kuratus in Düllstadt, letzter Klostergeistlicher vor der Säkularisation, † 1831 in Würzburg                                 |
| Begninus N.            | 1811      | OFMCap, Konvent Kapuzinerkloster Kitzingen, Pfarrverweser |
| Paul Basel             | 1811–1830 | * 1754 in Falsbrunn, OCist, zuvor Prior Kloster Ebrach, Oktober 1811 bis 1. Januar 1830, † 31. Oktober 1834 in Sommerach, = in Sommerach                           |
| Friedrich Dornbach     | 1830      | Pfarrverweser, gleichzeitig Kaplan Volkach |
| Fritz Peter            | 1830–1839 | * 3. Dezember 1773 in Würzburg, zuvor Pfarrer in Hergolshausen, anschließend Pfarrer in Pusselsheim                                                                |
| F. A. Oppelt           | 1839      | Pfarrverweser |
| Georg Weiss            | 1840–1859 | * 2. Oktober 1802 in Würzburg, zuvor Pfarrer in Mermerichshausen, Kooperatoren Frey, Dörflein, Schirber, Simon Rothermilch                                         |
| Simon Rothermilch      | 1859–1879 | * 25. März 1824 in Bergtheim, zuvor Kaplan in Wiesthal, 1859 Pfarrverweser                                                                                         |
| Emil Kempf             | 1880–1890 | * 1841 in Albstadt, zuvor Kaplan in Stift Haug, 3. März 1880 bis 10. Dezember 1890, anschließend Pfarrer St. Burkard in Würzburg, 1898 Geistlicher Rat             |
| Dionys Först           | 1891–1902 | * 24. September 1848 in Michelbach, zuvor Pfarrer in Kerbfeld, Kooperator Justin Enders, anschließend Pfarrer in Niederlauer                                       |
| Joseph Schmitt         | 1902      | Pfarrverweser |
| Franz Aloys Bauer      | 1902–1907 | |
| Kilian Bauer           | 1907–1910 | |
| Johann Recoscum        | 1910–1923 | |
| August Falkenstein     | 1924–1963 | 1956 Geistlicher Rat, † 1964, = in Sommerach |
| Johannes Fischer       | 1963–1978 | zuvor Pfarrer Kleinrinderfeld, Wiesenfeld, 22. Dezember 1963 bis 1. Juli 1978, 1969 bis 1975 Dekan Dekanat Volkach, † 18. Juli 1990 in Bad Bocklet, = in Sommerach |
| Marcus Günther         | 1978–1989 | OSB, zusammen mit Dimbach, Reupelsdorf, 8. Juli 1978 bis Oktober 1989                                                                                              |
| Aurelian Weiß          | 1989–2003 | OSB, zuvor Pfarrer in Schwarzenau, zusammen mit Nordheim am Main, 8. Oktober 1989 bis 26. Januar 2003                                                              |
| Philippus Eichenmüller | ab 2003   | zusammen mit Nordheim am Main, ab 16. Februar 2003 |